# Floribundaria laxifolia
Floribundaria laxifolia är en bladmossart som först beskrevs av C. Müller, och fick sitt nu gällande namn av Brotherus 1924. Floribundaria laxifolia ingår i släktet Floribundaria och familjen Meteoriaceae. Inga underarter finns listade i Catalogue of Life.